# Thlaspi macranthum
Thlaspi macranthum là một loài thực vật có hoa trong họ Cải. Loài này được N.Busch miêu tả khoa học đầu tiên năm 1906.